# آزمایش‌های بیولوژیکی کاوشگر وایکینگ

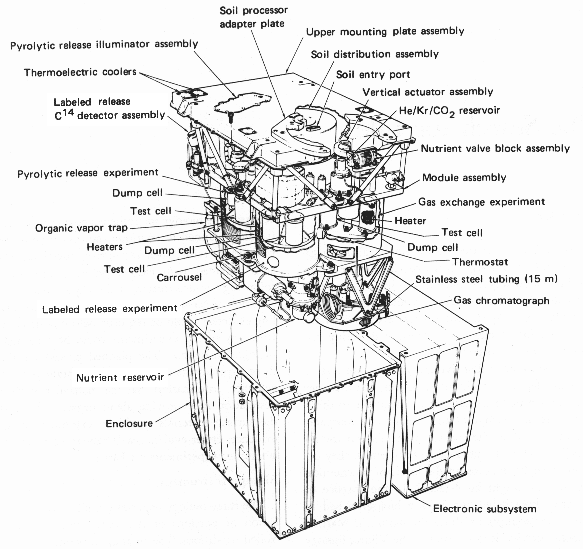
شماتیک سیستم آزمایش بیولوژیکی کاوشگر وایکینگ

در سال ۱۹۷۶ دو فرودگر برنامه وایکینگ هر کدام چهار نوع آزمایش بیولوژیکی را روی سطح مریخ انجام دادند. اولین فرودگرهای موفق مریخ، وایکینگ ۱ و وایکینگ ۲ بودند، این فرودگرها سپس آزمایشهایی را برای جستجوی نشانه‌های زیستی حیات میکروبی در مریخ انجام دادند. این فرودگرها هر کدام از یک بازوی رباتیک مستقل برای برداشتن و قرار دادن نمونه‌های خاک در ظروف آزمایشی مهر و موم شده بر روی سفینه استفاده کردند.
این دو فرودگر آزمایش‌های مشابه و یکسانی را در دو نقطه از سطح مریخ انجام دادند، وایکینگ ۱ در نزدیکی خط استوا و وایکینگ ۲ در شمال این آزمایش‌ها را انجام دادند.

## آزمایش‌ها
چهار آزمایش زیر به ترتیبی که توسط دو فرودگر وایکینگ انجام شد، ارائه شده‌است. رهبر تیم زیست‌شناسی برای برنامه وایکینگ هارولد پی کلین (NASA Ames) بود.

## ماموریت‌های حال و آینده

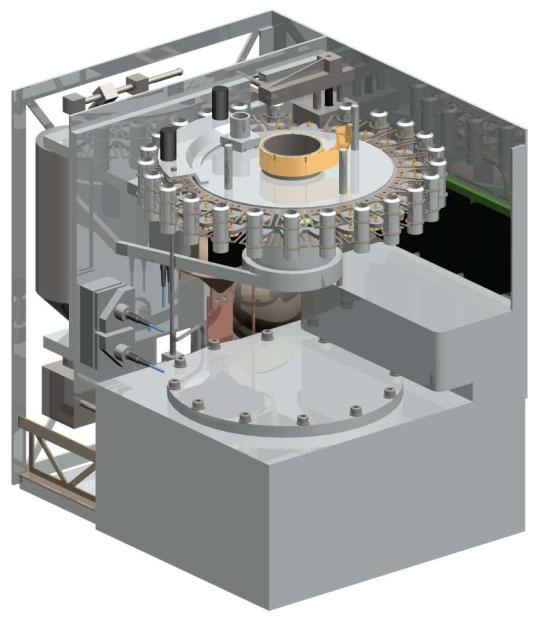
طرح آوری

تا زمانی که نتایج ماموریت‌های بعدی به مریخ به‌طور قطعی حضور حیات در این سیاره را نشان ندهند یا مواد شیمیایی نتایج وایکینگ‌ها یا هر دو را شناسایی کنند، مسئله حیات در مریخ به‌طور کامل روشن نخواهد شد. مأموریت آزمایشگاه علمی مریخ، مریخ نورد کنجکاوی را در ۶ اوت ۲۰۱۲ فرود آورد، و اهداف آن شامل بررسی آب و هوای مریخ، زمین‌شناسی، و اینکه آیا مریخ می‌توانسته از تئوری وجود حیات پشتیبانی کند، از جمله بررسی نقش آب و قابلیت سکونت سیاره‌ها را شامل می‌شود. تحقیقات اختر زیست‌شناسی روی مریخ با مدارگرد ردیاب گاز اگزومارس در سال ۲۰۱۶، مریخ نورد Mars 2020 Perseverance در سال ۲۰۲۱ و مریخ نورد بعدی Rosalind Franklin ادامه خواهد یافت.
در سال ۲۰۰۸، آنالایزر گاز حرارتی و تکامل یافته در مریخ مورد استفاده قرار گرفت که می‌توانست ۸ نمونه را به صورت شیمیایی تجزیه و تحلیل کند.

### ماموریت‌های پیشنهادی
اکسیدان زیستی و تشخیص حیات (BOLD) یک مأموریت پیشنهادی در مریخ است که آزمایش‌های خاک وایکینگ را با استفاده از چندین فرودگر برخوردی کوچک دنبال می‌کند. مأموریت پیشنهاد دیگر زندگی یخی مبتنی بر فرودگر فونیکس است.